# XVII Cimera Iberoamericana

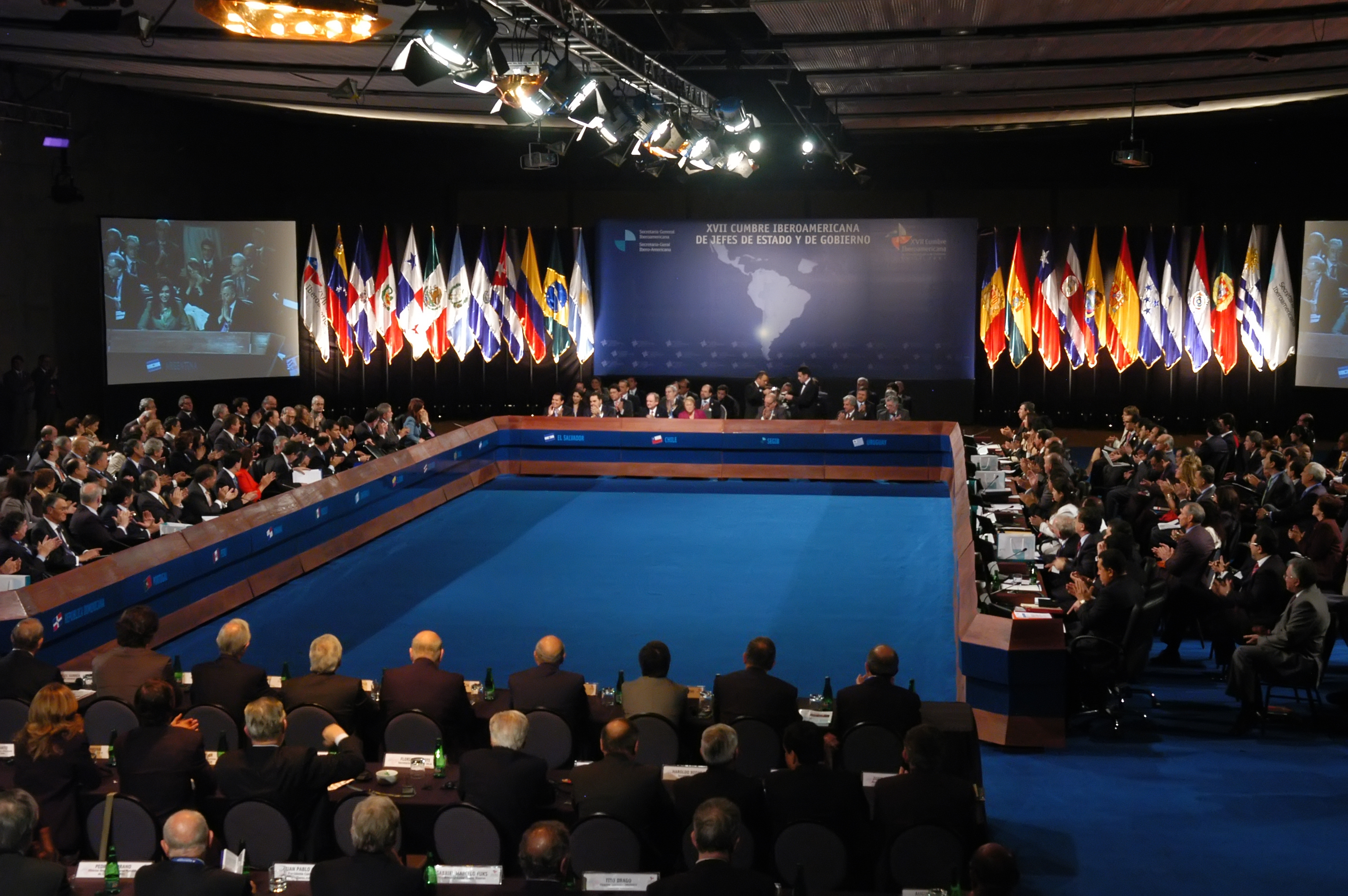
La XVII Cimera Iberoamericana 2007 a Santiago, Xile.

La XVII Cimera Iberoamericana de Caps d'Estat i de Govern va ser realitzada a Santiago de Xile entre el 8 i el 10 de novembre de 2007. La cimera Iberoamericana va ser clausurada l'11 de novembre per la presidenta de Xile, Michelle Bachelet.
Tots els caps d'Estat i de govern que van assistir a l'esdeveniment van signar la «Declaració de Santiago». Entre altres coses, els països que hi van participar es van comprometre a complir abans del 2015 els Objectius de Desenvolupament del Mil·lenni. Van declarar l'any 2008 com l'Año Iberoamericano contra todas las formas de discriminación. A més, es va crear un Fondo del Agua, l'objectiu del qual és dur aigua potable a 58 milions de persones que no hi tenen accés a Iberoamèrica. Per la seva banda, Espanya es va comprometre a realitzar una aportació mínima de 1500 milions de dòlars en els pròxims quatre anys a aquest fons.
Els enfrontaments entre els caps d'estat de Veneçuela, Nicaragua i Espanya, i el conflicte entre Argentina i Uruguai per plantes de cel·lulosa, van ser els principals incidents a l'esdeveniment ressaltats per la premsa mundial.

## Caps d'Estat i de govern presents

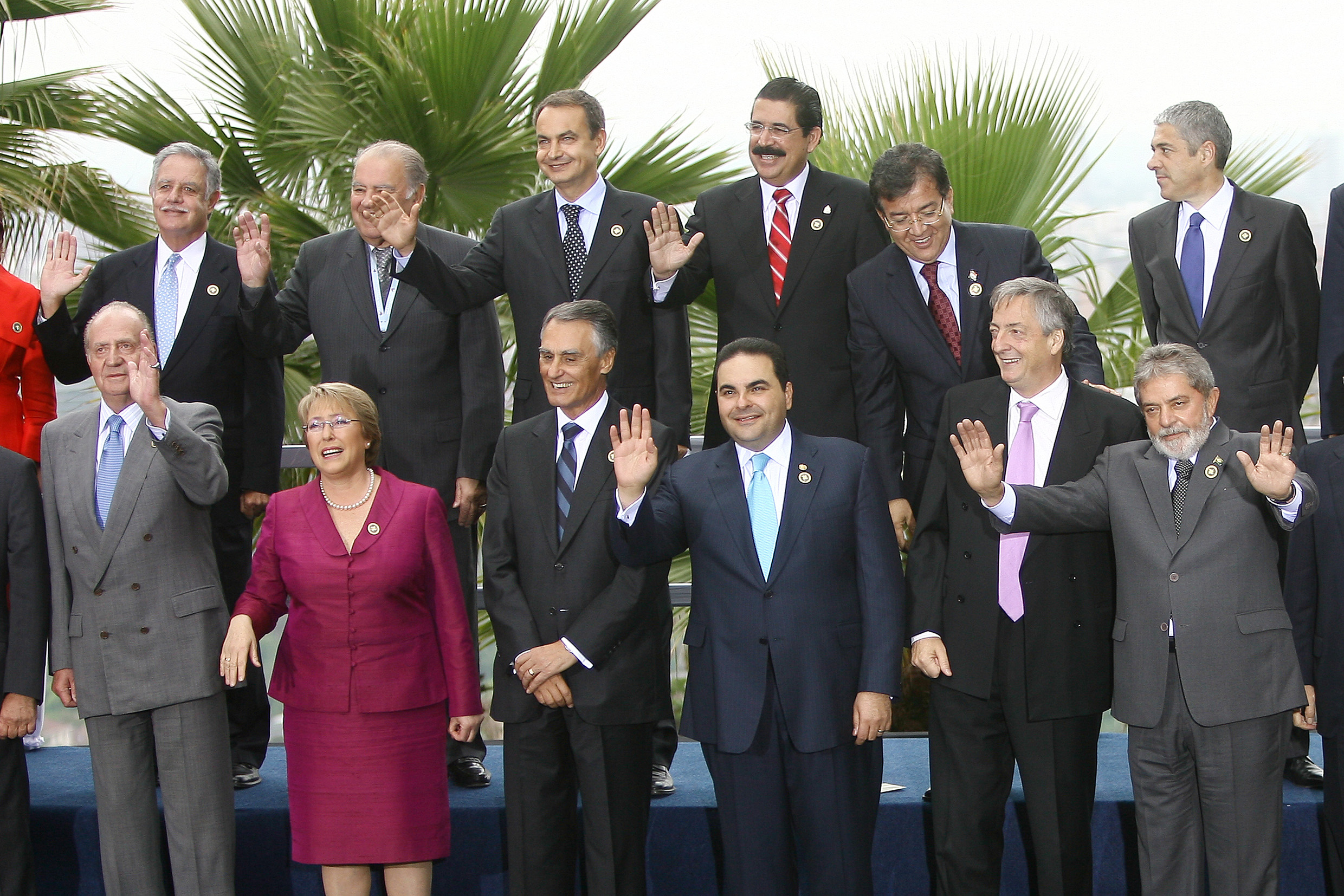
Alguns dels dirigents que van estar presents en la XVII Cimera Iberoamericana

- Andorra: Cap de Govern Albert Pintat Santolària.
- Argentina
  - President Néstor Carlos Kirchner :
  - Presidenta Electa Cristina Fernández.
- Bolívia: President Evo Morales.
- Brasil: President Luiz Inácio Lula da Silva.
- Xile: Presidenta Michelle Bachelet.
- Colòmbia: President Álvaro Uribe Vélez.
- Costa Rica: President Óscar Arias Sánchez.
- Cuba: Vicepresident Carlos Lage Dávila.
- Equador: President Rafael Correa.
- El Salvador: President Elías Antonio Saca González.
- Espanya
  - President José Luis Rodríguez Zapatero.
  - Rei Juan Carlos I.
- Guatemala: President Óscar Berger Perdomo.
- Hondures: President José Manuel Zelaya Rosales.
- Mèxic: Secretària de Relacions Exteriors Patricia Espinosa.
- Nicaragua: President Daniel Ortega.
- Panamà: Vicepresident i Ministre de Relacions Exteriors Samuel Lewis Navarro.
- Paraguai: President Nicanor Duarte Frutos.
- Perú: President Alan García Pérez.
- Portugal:
  - President: Aníbal Cavaco Silva.
  - Primer Ministre José Sócrates.
- República Dominicana: Vicepresident Rafael Albuquerque.
- Uruguai: President Tabaré Ramón Vázquez Rosas.
- Veneçuela: President Hugo Rafael Chávez Frías.